# Pas de champagne pour les vaincus
Pas de champagne pour les vaincus est un roman français d'André Figueras publié en 1981.

## L'argument
Le roman s'ouvre sur un soir d'avril 1944 dans la France occupée et se referme sous la IVe République. Il s'agit d'un roman-fleuve en trois époques, une (courte) saga avec une dizaine de personnages principaux. Le roman est découpé de telle sorte qu'une adaptation cinématographique serait assez facile à scénariser.

### Première partie: les Dernières Coupes
Où l'on suit les pérégrinations d'un homme d'affaires juif renégat, ancienne éminence grise de la IIIe République, qui trinque avec l'occupant et soudoie la police pour récupérer les biens de ses coreligionnaires déportés.
Où l’on assiste à l'enlèvement et au viol de deux petites filles juives par un proxénète antisémite couvert par une gardienne d'immeuble, bien décidés à accaparer leurs richesses supposées.
Où ce même proxénète met une jeune femme sur le trottoir et la pousse dans les bras d'un officier allemand lui faisant miroiter des richesses.
Où l'on assiste à la dénonciation d'une famille de notables dont le fils aîné a rejoint De Gaulle, et dont le cadet est contraint d'intégrer la Milice.
Où André Figueras décrit comme personne les errances d'une France épuisée par 4 années d'occupation.

### Deuxième partie: Jusqu'à la Lie du Peuple
Où l'homme d'affaires juif décide inopinément de couper les liens avec la Kommandantur pour s'assurer une respectabilité patriote.
Où le proxénète assassine les deux petites filles juives et en fait accuser un autre.
Où la gardienne se fait complice du délateur par la faute duquel la famille de notables a dû envoyer son cadet à la Milice.
Où ledit cadet refuse d'être complice des Miliciens, s'enfuit et est passé à tabac par des républicains espagnols planqués dans le maquis, qui notamment lui broient les mains, le handicapant à vie.
Où un bataillon de Nord-Africains vient libérer l'Est de la France, sans se douter que moins de vingt ans plus tard ils s'affronteront entre OAS et FLN.
Où le délateur prend la posture du résistant de dernière minute et s'autoproclame « colonel ».
Où la jeune prostituée ayant partagé la couche d'un Allemand est lynchée par la foule.
Où André Figueras s'indigne sur une Libération encore plus hypocrite que les années précédentes, où la ferveur nationale ferme les yeux sur les pires exactions.

### Troisième partie: Ces Messieurs (se) sont Servis
Où l'homme d'affaires juif, après avoir participé à l'instauration de la IVe République, est rattrapé par son passé et se voit demander des comptes.
Où la gardienne et le proxénète assassin ne s'en sortent pas si mal, avec la médaille de la Résistance.
Où le jeune gaulliste tente de faire libérer son frère emprisonné pour « collaboration ».
Où le colonel résistant de la dernière heure est élu député et a quelque influence à la Chambre.
Où le père de famille qu'il avait dénoncé est contraint de lui demander de l'aide.
Où André Figueras tire un bilan très mitigé de l'après-guerre.

## La scène choc
Pas de champagne pour les vaincus a surtout marqué les esprits[réf. souhaitée] à cause d'une scène particulièrement horrible, dans la Deuxième Partie, où André Figueras décrit par le menu le sort réservé à une prostituée par un « comité d'épuration ». Humiliation publique, passage à tabac « populaire », torture, puis exécution.
Figueras a écrit cette scène de telle sorte que ce ne soient pas les actes barbares perpétrés contre la jeune femme qui nous choquent, mais la joie et la ferveur avec lesquelles ils étaient commis ou applaudis par la foule. Figueras conclut : ces barbares de la Libération sont les mêmes qui ont mis l'Europe à feu et à sang pendant la guerre. L'Homme n'est pas naturellement bon.

## Et après?
André Figueras conclut son roman en forme d'ouverture, laissant la possibilité à de multiples rebondissements à venir.
Pas de champagne pour les vaincus a connu une suite en 1982, Les Derniers Jours de la patrie, plus pamphlétaire, moins romanesque que le premier tome. Il n'en demeure pas moins que Figueras, derrière les piques lancées aux gaullistes, a l'ambition de nous conter une histoire de la IVe République par le petit bout de la lorgnette. On retrouve de nombreux personnages, notamment ce député collaborateur chargé de vérifier que le maréchal Pétain est traité dignement sur l'île d'Yeu. André Figueras se penche ici sur la genèse de la guerre d'Algérie.
Il n'a pas écrit le troisième tome qu'il avait un temps envisagé.